# Herbert Elkuch
Herbert Elkuch, né le 30 décembre 1952, est un homme politique liechtensteinois, membre du parti Démocrates pour le Liechtenstein et anciennement des Indépendants.

## Biographie
Il est élu député au Landtag en 2013 sous l'étiquette des Indépendants et réélu en 2017 puis en 2021, cette fois-ci comme député du parti des Démocrates pour le Liechtenstein. Mécanicien de formation, il siège au Landtag avec des habits de femme. Cette situation a attiré l'attention de médias étrangers,.